# Johannes Bauch (Diplomat)
Johannes Bauch (* 16. Juli 1934 in Freiburg im Breisgau; † 5. Januar 2022 in Berlin) war ein deutscher Diplomat. Er war von 1993 bis 1999 Botschafter der Bundesrepublik Deutschland in Polen.

## Werdegang
Bauch legte 1955 das Abitur an einem Freiburger Gymnasium ab. Im Anschluss daran absolvierte er ein Studium der Rechtswissenschaft an den Universitäten in Hamburg, München und Freiburg, das er 1960 mit dem Ersten Staatsexamen abschloss. Nach dem juristischen Vorbereitungsdienst legte 1964 das Zweite Staatsexamen ab.
Bauch trat 1965 in den Auswärtigen Dienst ein und wurde in verschiedenen Funktionen im Auswärtigen Amt und im Bundeskanzleramt eingesetzt. In den folgenden Jahren war er in den Auslandsvertretungen in Stockholm, Tokio, Genf und Kabul tätig. Von 1986 bis 1991 war er Gesandter an der Deutschen Botschaft in Warschau, die er von 1993 bis 1999 als Botschafter leitete.
Bauch war Mitglied des Vorstandes der Stiftung für deutsch-polnische Zusammenarbeit und von 2003 bis 2008 Mitglied der Stiftung „Erinnerung, Verantwortung und Zukunft“.

## Ehrungen und Auszeichnungen
- 1990: Bundesverdienstkreuz 1. Klasse
- 2013: Großes Verdienstkreuz mit Stern der Bundesrepublik Deutschland[3]

## Weblink
- Eintrag In: Gerhard Köbler: Wer ist wer im deutschen Recht (Online-Version)